# 淑徽公主
淑徽公主（韓語：숙휘 공주，1642年—1696年），朝鮮孝宗李淏與仁宣王后張氏的第四女，顯宗李棩的妹妹。

## 生平
朝鮮仁祖二十年二月二十七日誕生於瀋陽質館，孝宗四年（1653年）下嫁鄭齊賢，兩人育有二子一女；然而到了顯宗三年（1662年），駙馬過世，使公主成為寡婦。
肅宗二十二年十月二十七日病逝，享年五十五歲。

## 家庭
- 姊：淑愼公主、淑安公主、淑明公主
- 兄：顯宗大王
- 妹：淑靜公主、淑敬公主、淑寧翁主
- 夫：寅平尉鄭齊賢（1642年－1662年），本貫延日，字思叔，洪翼漢[3]之外孫，鄭昌徵之子。仁祖二十年二月十八日生，顯宗三年正月初九日卒。[4]
  - 長子（夭）
  - 次子：鄭台一（1661年－1685年）[5]
  - 嗣子：鄭健一，生父為鄭齊泰（鄭齊賢之堂弟）
    - 孫：鄭志式，被過繼給鄭台一。
    - 孫：鄭志翼
    - 庶孫：鄭志勗
    - 庶孫：鄭志琡

  - 長女（夭）

## 影視作品

### 電視劇
| 劇名 | 時間           | 電視台 | 演員   | 備註 |
| ---- | -------------- | ------ | ------ | ---- |
| 馬醫 | 2012年－2013年 | MBC    | 金昭誾 |      |

### 電影
| 片名 | 時間   | 導演   | 演員   | 備註                                                              |
| ---- | ------ | ------ | ------ | ----------------------------------------------------------------- |
|      | 1967年 | 崔銀姬 | 全桂賢 | ①英文片名：One-sided Love of Princess ②南貞妊飾演女主角淑敬公主。 |

## 附註
1. ↑  在部分資料稱為第三女，這是因為淑愼公主早夭，未被列入的緣故。
2. ↑  《從兄寅平尉鄭公墓表》……生二男一女。男獜祥及女夭亡。次男台一授直長。亦無子而歿。取從父弟齊泰子健一爲公子。後又以健一子志式繼台一。……
3. ↑  丙子胡亂時殉難的三學士之一。
4. ↑  《從兄寅平尉鄭公墓表》……公生於崇禎壬午二月十八日。年十二尙聘孝廟王姬淑徽公主。卒於顯宗壬寅正月初九日。享年纔二十有一。……
5. ↑  《司贍寺直長鄭公墓表》……有子台一字三之。雋拔特異。秀出於流輩中。與我肅廟同一歲生。而以日月之差先。呼公爲兄。……公以肅宗乙丑六月二十五日卒。享年僅二十五。……
6. ↑  電影海報